# 薄烤餅食品列表

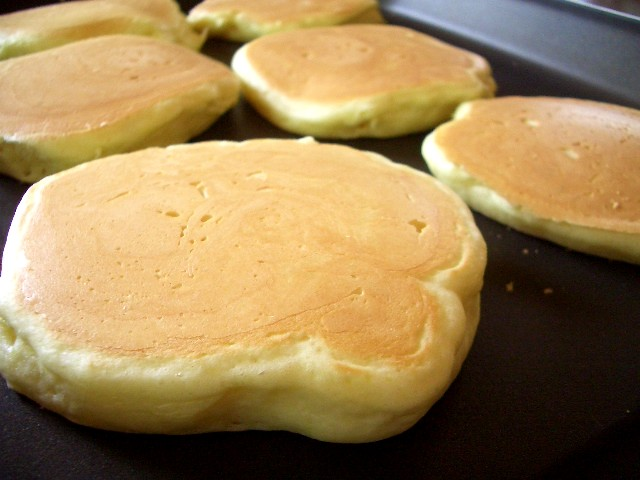
煎盤上的薄烤餅

薄烤餅食品列表，列舉知名的薄烤餅食品。薄烤餅為薄扁狀的餅類，通常為圓形、使用麵糊在諸如煎盤或平底鍋的熱鍋上煎烤。各國料理通常都會有這種食品，但做法可能不同。

## 各式薄烤餅
- Æbleskiver[1]
- 曼煎粿
- 阿榜糕
- Baghrir（英语：Baghrir）
- 越南粉卷
- Bánh rế（英语：Bánh rế）
- 越南煎餅
- 班諾克麵包
- 布利尼
- Borlengo（英语：Borlengo）
- Boûkète（英语：Boûkète）
- Boxty（英语：Boxty）
- Cachapa（英语：Cachapa）

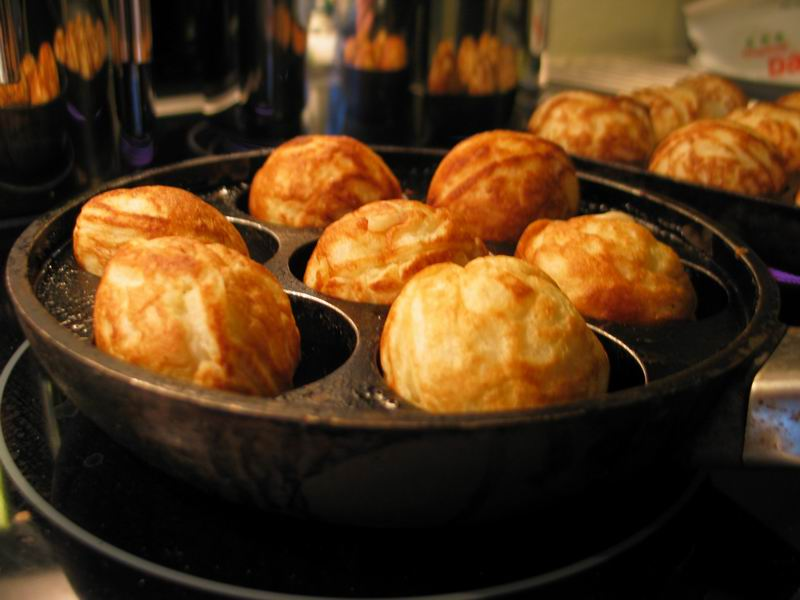
Æbleskiver是傳統的丹麥點心。如果在12月供應，通常搭配香料酒。

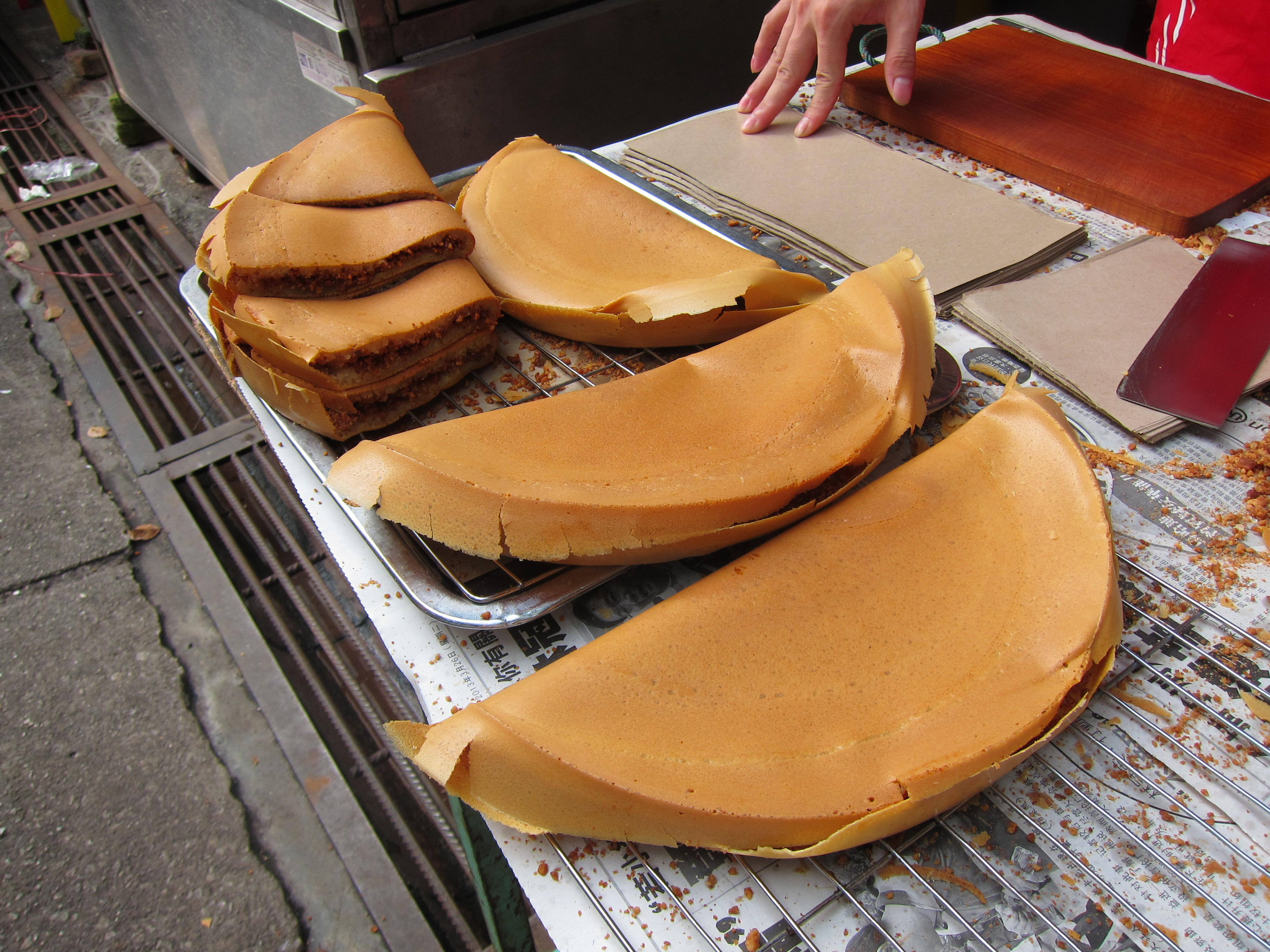
馬來西亞小攤販的曼煎粿

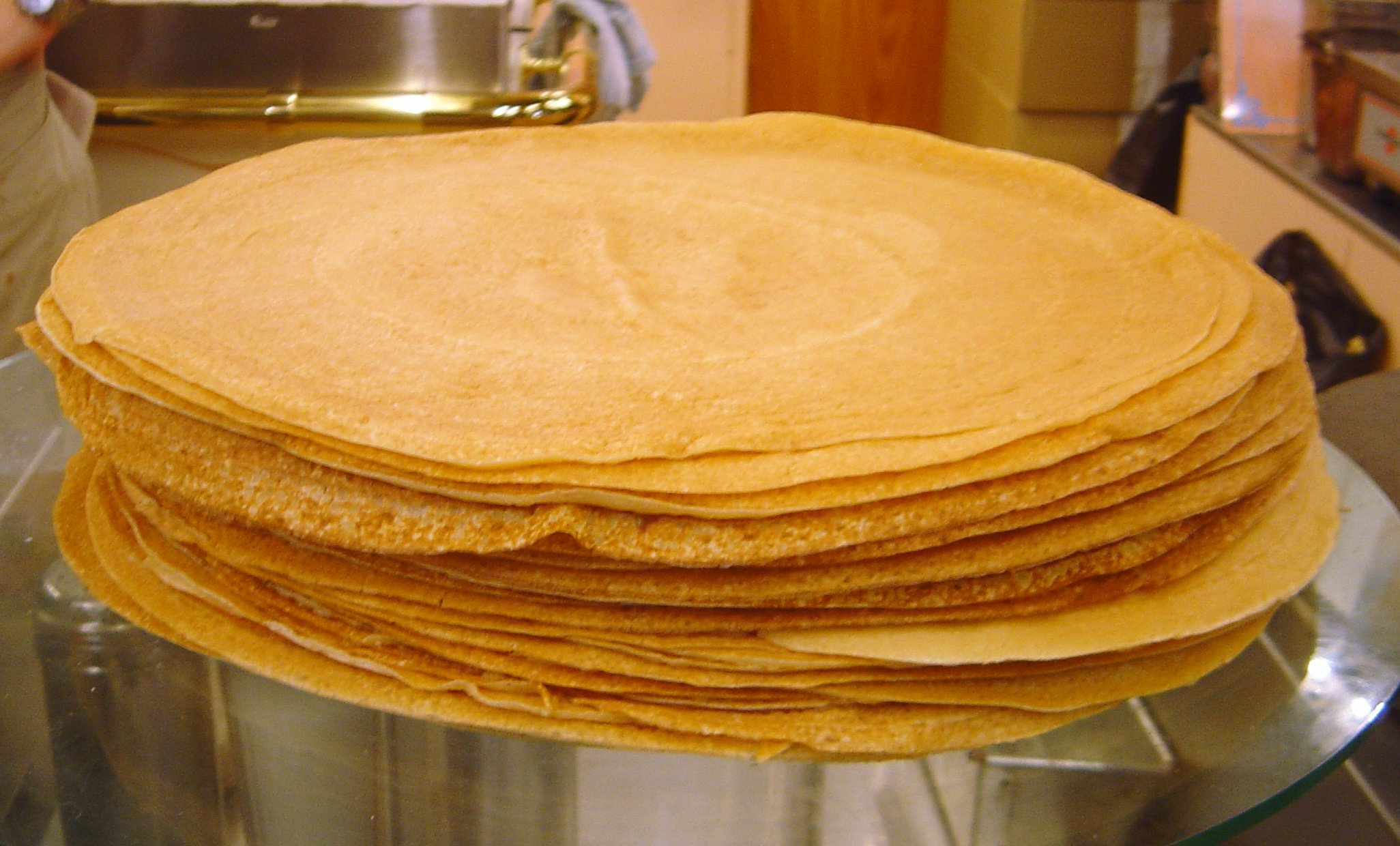
一疊可麗餅

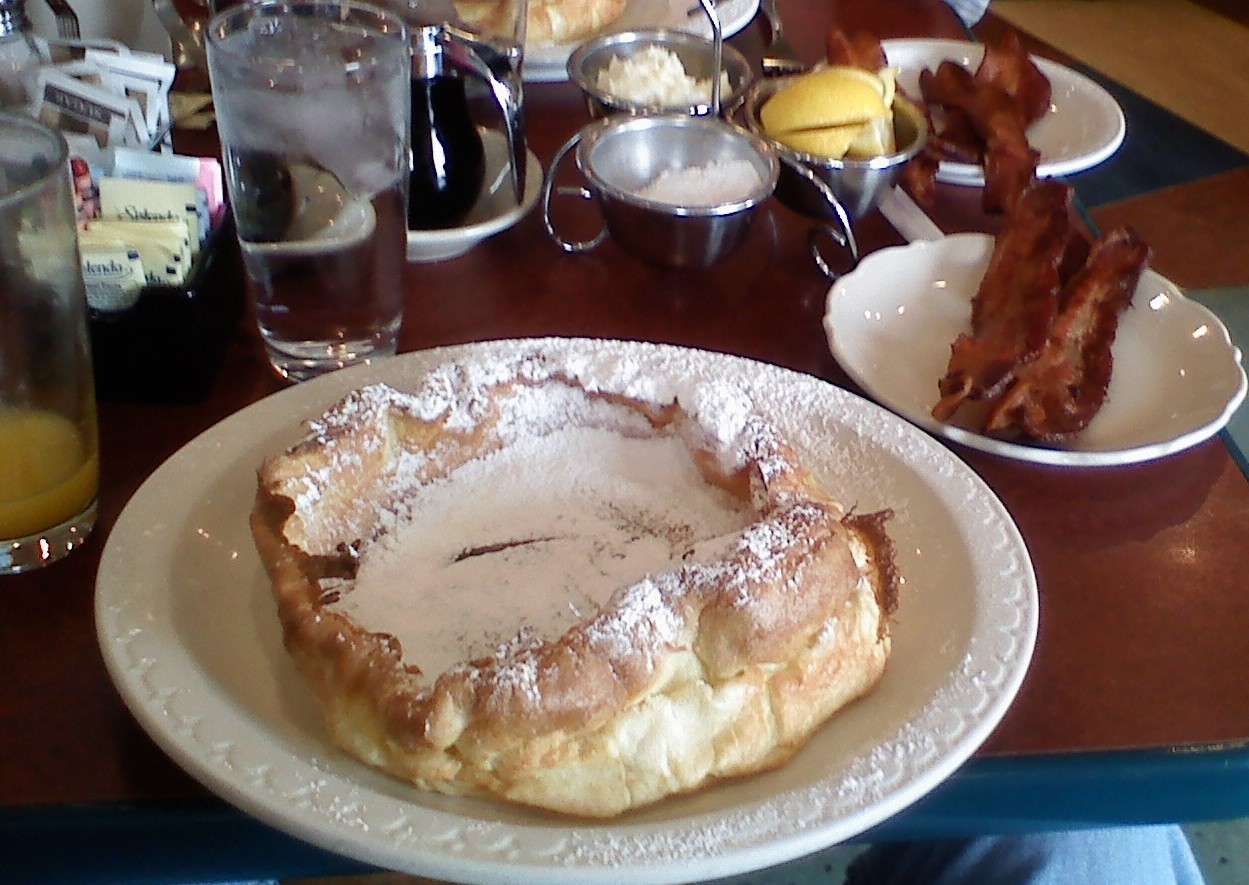
配上檸檬片、糖粉和奶油的荷蘭嬰兒餅

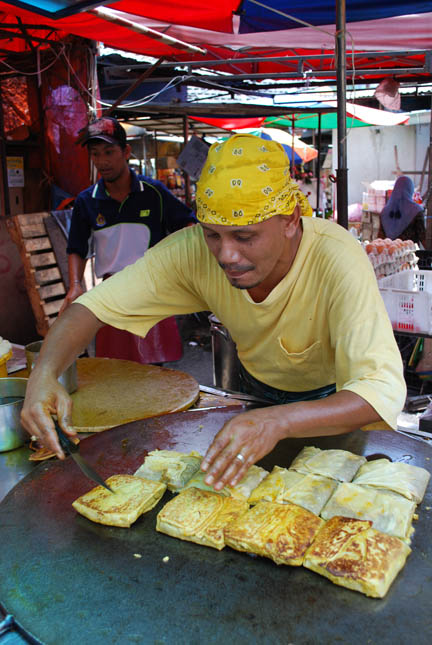
烤盤上的加料餡餅

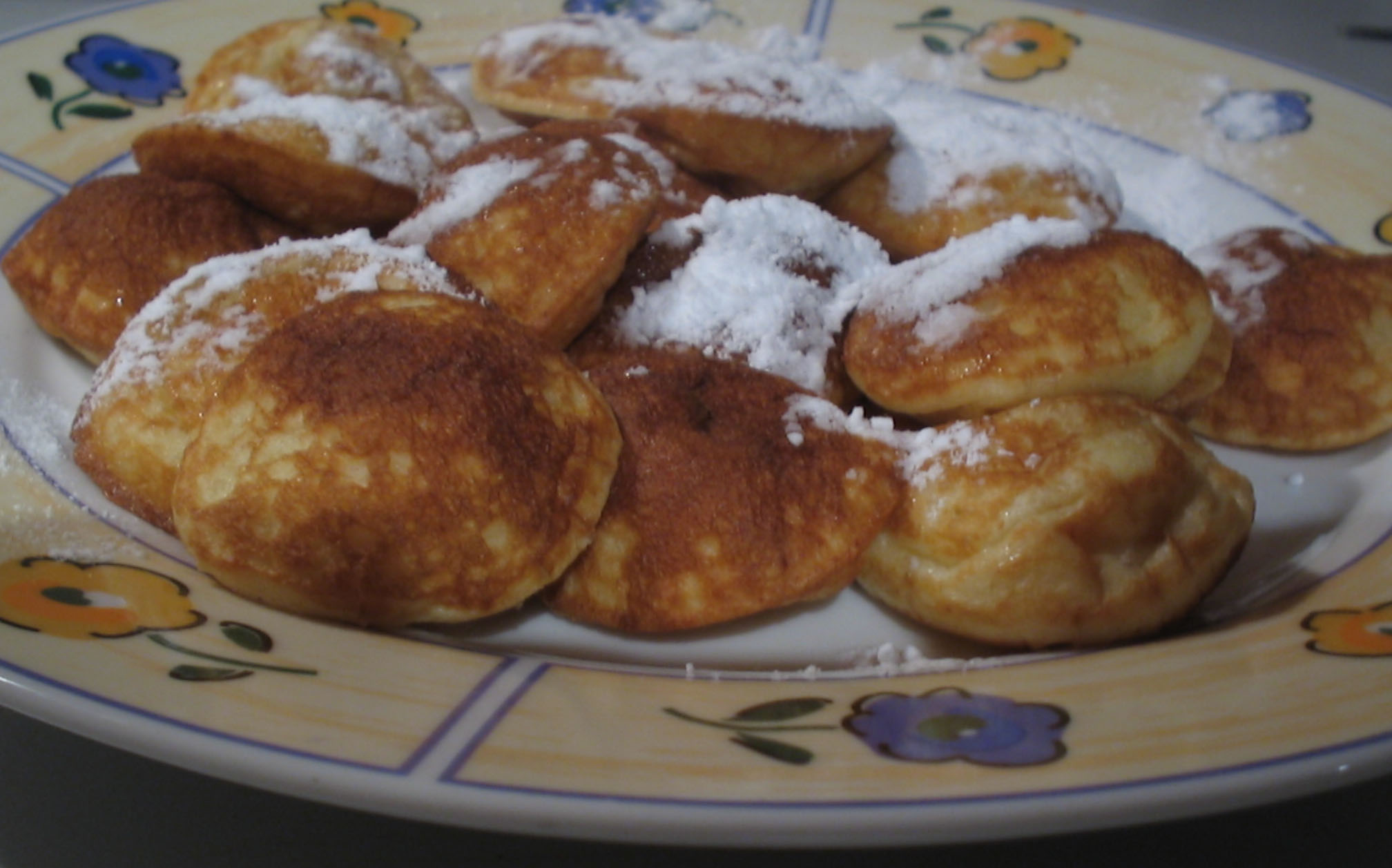
一盤荷蘭小鬆餅

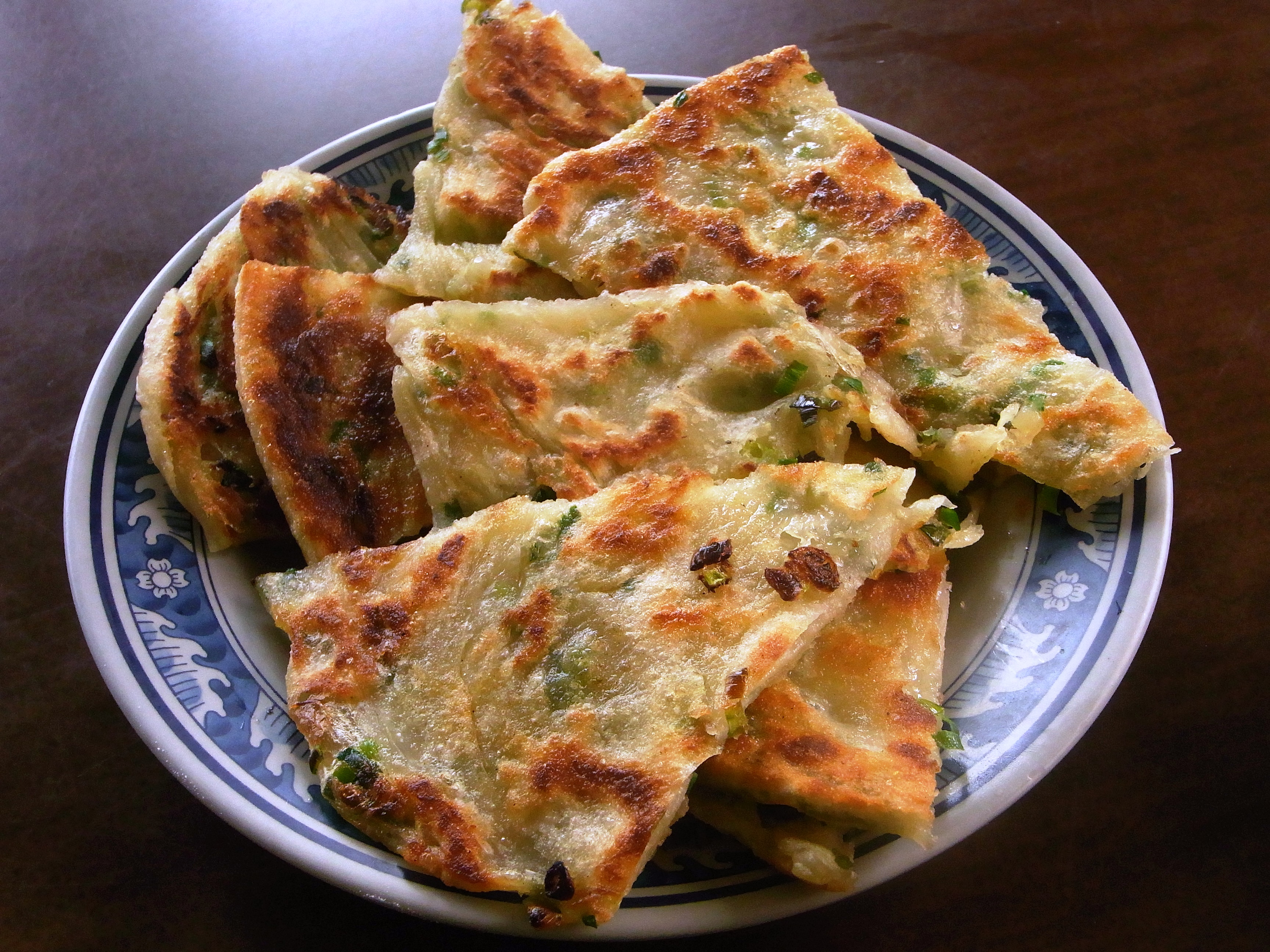
一盤蔥油餅

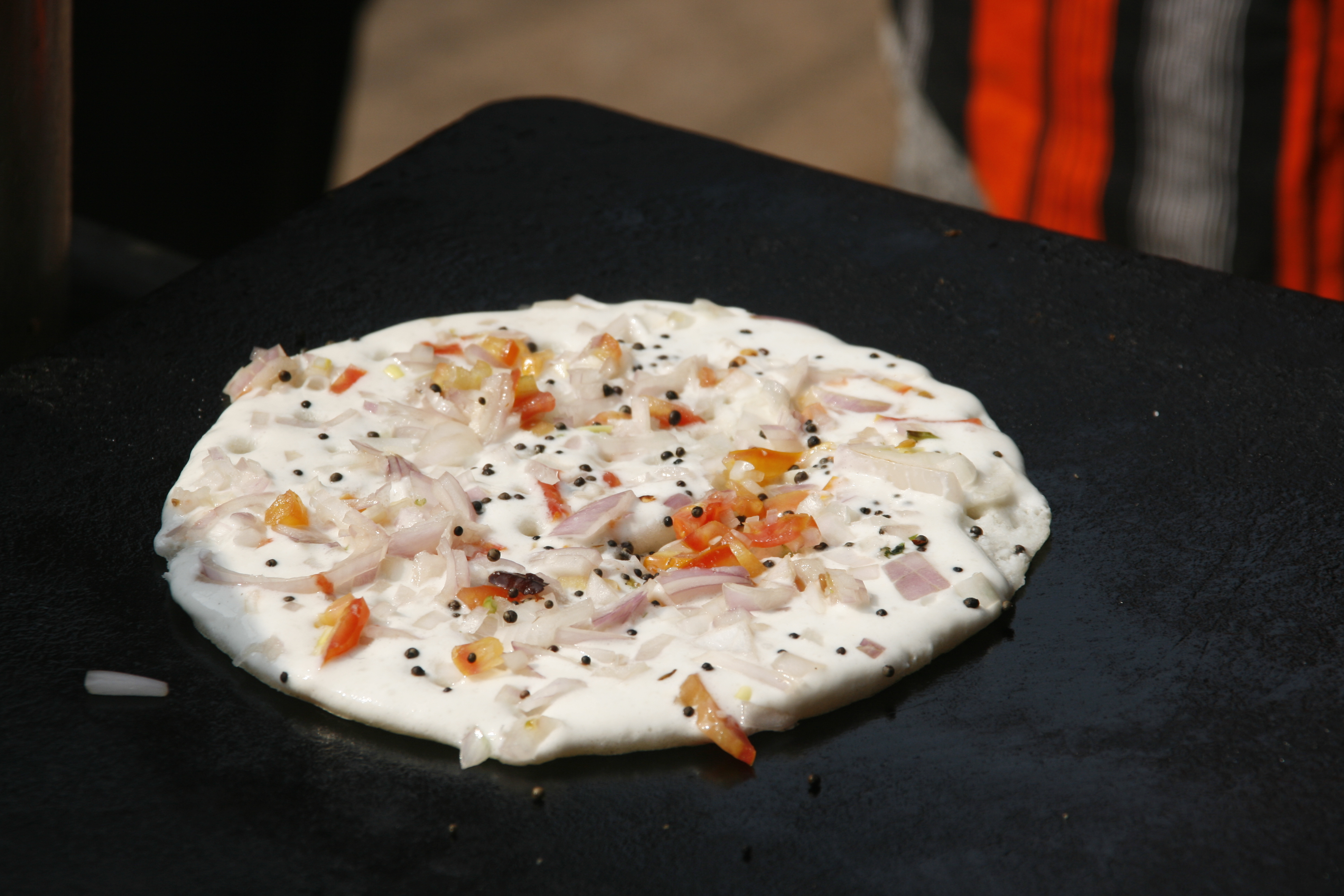
印度瓦拉納西街頭的印度鬆餅

- Chalboribbang（英语：Chalboribbang）
- Chataamari（英语：Chataamari）
- 中式面饼
- Cholermus（英语：Cholermus）
- Crempog（英语：Crempog）
- 可麗餅
  - Crêpe Suzette（英语：Crêpe Suzette）
  - Palatschinken（英语：Palatschinken）
- David Eyre's pancake（英语：David Eyre's pancake）[2]
- Dosa
- Dutch baby pancake（英语：Dutch baby pancake）[3]
- 雞蛋仔
- 鷹嘴豆煎餅
- Ficelle picarde（英语：Ficelle picarde）
- 薄烤饼（班戟、熱香餅、美式鬆餅）
- 薄煎餅條湯
- Fläskpannkaka（英语：Fläskpannkaka）
- Flensjes
- Funkaso（英语：Funkaso）
- Galette（英语：Galette）
- Gundel pancake（英语：Gundel pancake）
- Gyabrag（英语：Gyabrag）[4]
- Harcha（英语：Harcha）
- Hirayachi（英语：Hirayachi）
- Hortobágyi palacsinta（英语：Hortobágyi palacsinta）
- Hotteok（英语：Hotteok）
- 英杰拉
- Jeon（英语：Jeon (food)）
  - 朝鮮綠豆餅
  - Gamjajeon（英语：Gamjajeon）
  - 花煎
  - Kimchijeon（英语：Kimchijeon）
  - Meat jun（英语：Meat jun）
  - Memiljeon（英语：Memiljeon）
  - 朝鮮蔥餅
- 煎饼馃子
- Johnnycake（英语：Johnnycake）
- Kalathappam（英语：Kalathappam）
- Khanom bueang（英语：Khanom bueang）
- Kouign-amann（英语：Kouign-amann）
- 烙饼
- 印度瑪撒拉香料捲餅
- Memela（英语：Memela）
- Milcao（英语：Milcao）
- Mofletta（英语：Mofletta）
- Msemen（英语：Msemen）
- Munini-imo（英语：Munini-imo）
- Murtabak（英语：Murtabak）
- 御好燒
- 俄罗斯煎饼
- Palatschinke（英语：Palatschinke）
- Pan bati（英语：Pan bati）
- Pannekoek（英语：Pannekoek）
- Pashti（英语：Pashti）
- Pathiri（英语：Pathiri）
- Pesaha Appam（英语：Pesaha Appam）
- Pesarattu（英语：Mung bean dosa）
- Ploye（英语：Ploye）
- Poffertjes（英语：Poffertjes）
- 马铃薯饼
- Quarkkäulchen（英语：Quarkkäulchen）
- Racuchy（英语：Racuchy）
- Rava dosa（英语：Rava dosa）
- 印度抛饼
- Saruchakli pitha
- 蔥油餅
- Scovardă（英语：Scovardă）
- Sel roti（英语：Sel roti）
- Serabi（英语：Serabi）
- 春饼
- Staffordshire oatcake（英语：Staffordshire oatcake）
- 太陽餅
- Surnoli（英语：Surnoli）
- Thalipeeth（英语：Thalipeeth）
- Tlacoyo（英语：Tlacoyo）
- Touton（英语：Touton）
- Uttapam（英语：Uttapam）
- 蛋餅
  - 中式蛋餅
  - 西式蛋餅
  - 義大利煎蛋
  - 馬鈴薯蛋餅
  - 烤冷麵
- 墨西哥薄餅